# Berdeniella alpina
Berdeniella alpina är en tvåvingeart som beskrevs av Wagner 1975. Berdeniella alpina ingår i släktet Berdeniella och familjen fjärilsmyggor. Inga underarter finns listade i Catalogue of Life.